# Dust Bowl

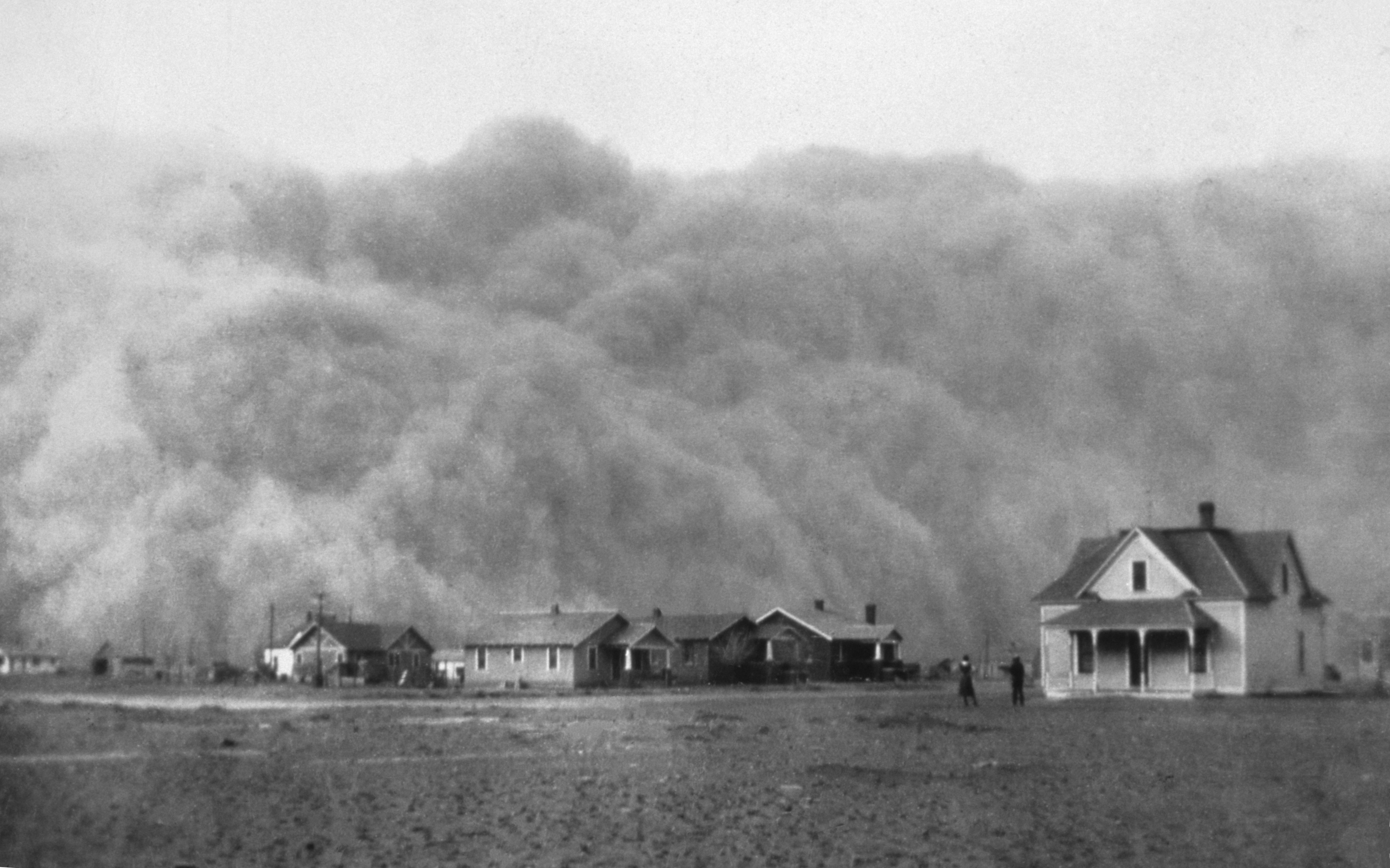
Közeledő porvihar (Texas, 1935)

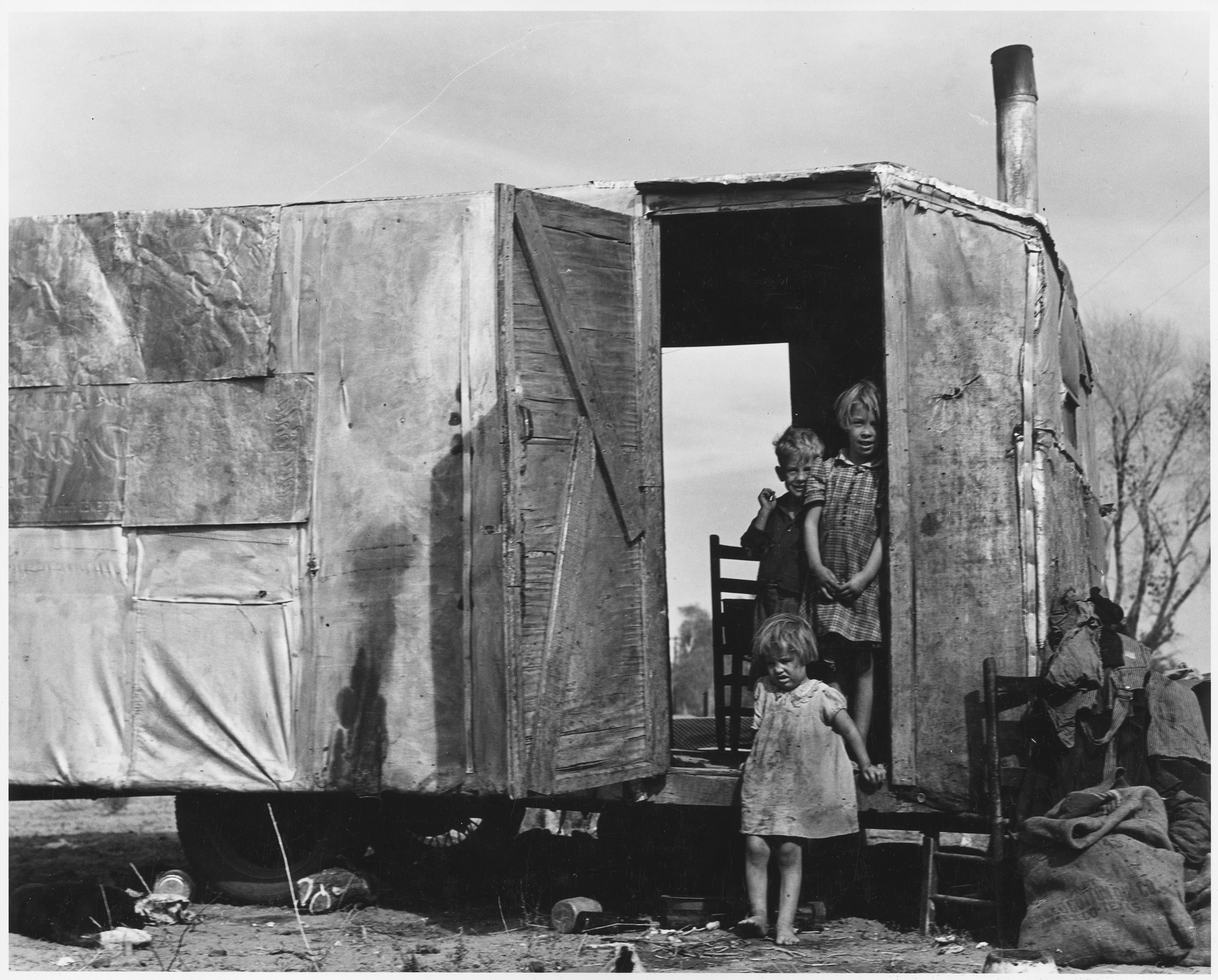
1940 novembere

A Dust Bowl az 1930-as évek azon időjárási jelensége Észak-Amerikában, amelynek során hatalmas porviharok jelentek meg, jelentős károkat okozva az Egyesült Államok és Kanada prérijeinek ökológiájában és gazdaságában. A jelenséget a nem megfelelő mezőgazdasági módszerek alkalmazása és a komoly szárazság idézte elő.

## Története
Az 1920-as években a farmerek a préri ökológiájának hiányos ismeretei miatt mélyszántást alkalmaztak a szűz talajokon, aminek következtében eltávolították a mélyen gyökerező fűfajokat, amelyek összetartották a talajt, biztosítva annak nedvességét még szárazság és erős szelek mellett is. A mezőgazdasági eszközök gépesítése is közrejátszott a farmerek azon döntésében, hogy a száraz füves területeket művelt földekké alakítsák. A szárazság három hullámban jelentkezett: 1934-ben, 1936-ban és 1939–40-ben, azonban egyes régiókban nyolc éven keresztül tartott.
Az 1930-as évek szárazságai alatt a füvekkel meg nem kötött talaj porrá alakult, amit a szelek roppant felhőkben tovafújtak, gyakran elsötétítve az eget. Ezek a porfelhők nem ritkán a keleti partig is eljutottak, ahol New Yorkot és Washingtont is sújtották. A porviharok a  prérin a látótávolságot kevesebb, mint egy méterre csökkentették.
A Dust Bowl (porteknő) kifejezés eredetileg a porviharok által érintett földrajzi helyet jelentette, azonban később magát az eseményt nevezték így. A szárazság és erózió 400 000 négyzetkilométernyi területet érintett. Középpontja Oklahoma és Texas volt és érintve voltak a szomszédos Új-Mexikó, Colorado és Kansas államok is.

## Elvándorlás
A Dust Bowl családok tízezreit kényszerítette farmjuk elhagyására. Ezek közül sokan oklahomai otthonukból Kaliforniába vándoroltak, ahol azonban a nagy gazdasági világválság miatt voltak nyomorúságosak a körülmények.

## A művészetben
A Dust Bowl számos műalkotás tárgyát képezte, ezek közül az egyik legismertebb John Steinbeck regénye, az Érik a gyümölcs.